# Ulvsunda trädgårdsstad

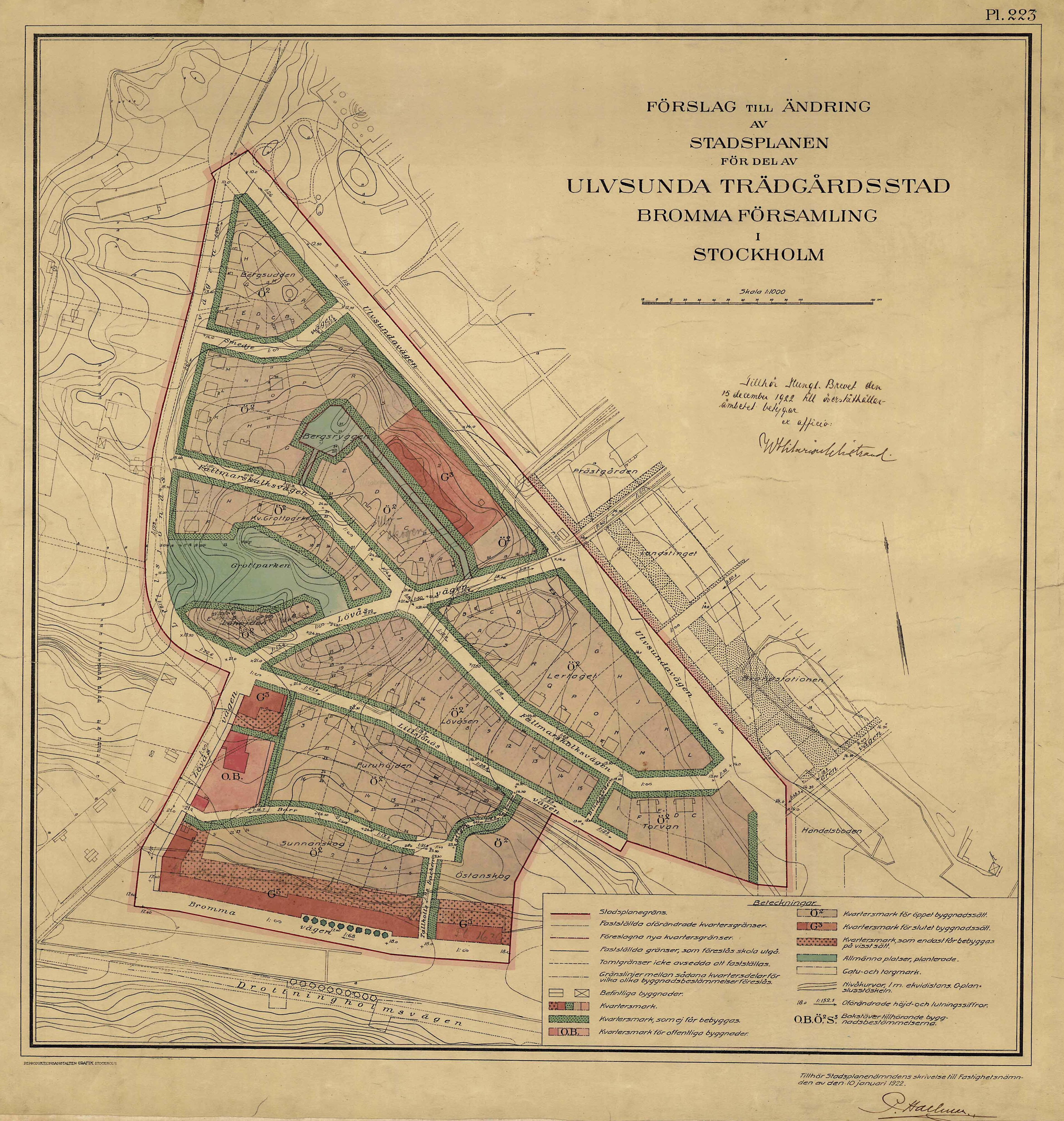
Per Olof Hallmans stadsplan från 1924.

Ulvsunda trädgårdsstad, ursprungligen Kungsholms villastad, är en trädgårdsstad i stadsdelen Ulvsunda i Bromma, västra Stockholm. Området började stadsplaneras 1912 och planen fastställdes 1914. När stadsdelen Ulvsunda bildades 1926 bytte den officiellt namn från "Kungsholms villastad" till "Ulvsunda trädgårdsstad". Området är beläget söder om Lillsjön och Ulvsunda slott samt öster och väster om Ulvsundavägen. 1925 uppläts de flesta tomterna och från början av 1940-talet uppfördes flerfamiljshus istället för småhus.

## Bakgrund
Mellan 1902 och 1903 började den dåvarande ägaren av Ulvsunda slott, Max Wibom, avstycka och sälja villatomter från slottets mark. 1906 gick han samman med den tidigare ägaren av gården Lillsjönäs, Per August Kindgren, för att avyttra tomter för egnahem. De kallade sitt bolag "AB Kungsholms Villastad". Husen i villastaden var dels hyresvillor med enkel standard, dels egna hem. Men tomtbolaget struntade i att anlägga vägar och avlopp och de sanitära förhållandena var mycket dåliga.
År 1904 förvärvade Stockholms stad huvuddelen av egendomen Bromma och 1908 köptes även egendomen Lillsjönäs av staden och delar av den vildvuxna så kallade "Kungsholms villastad" revs för att skapa en trädgårdsstad.

## Ulvsunda trädgårdsstad

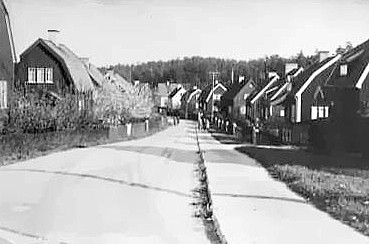
Fältmarskalksvägen på 1930-talet.

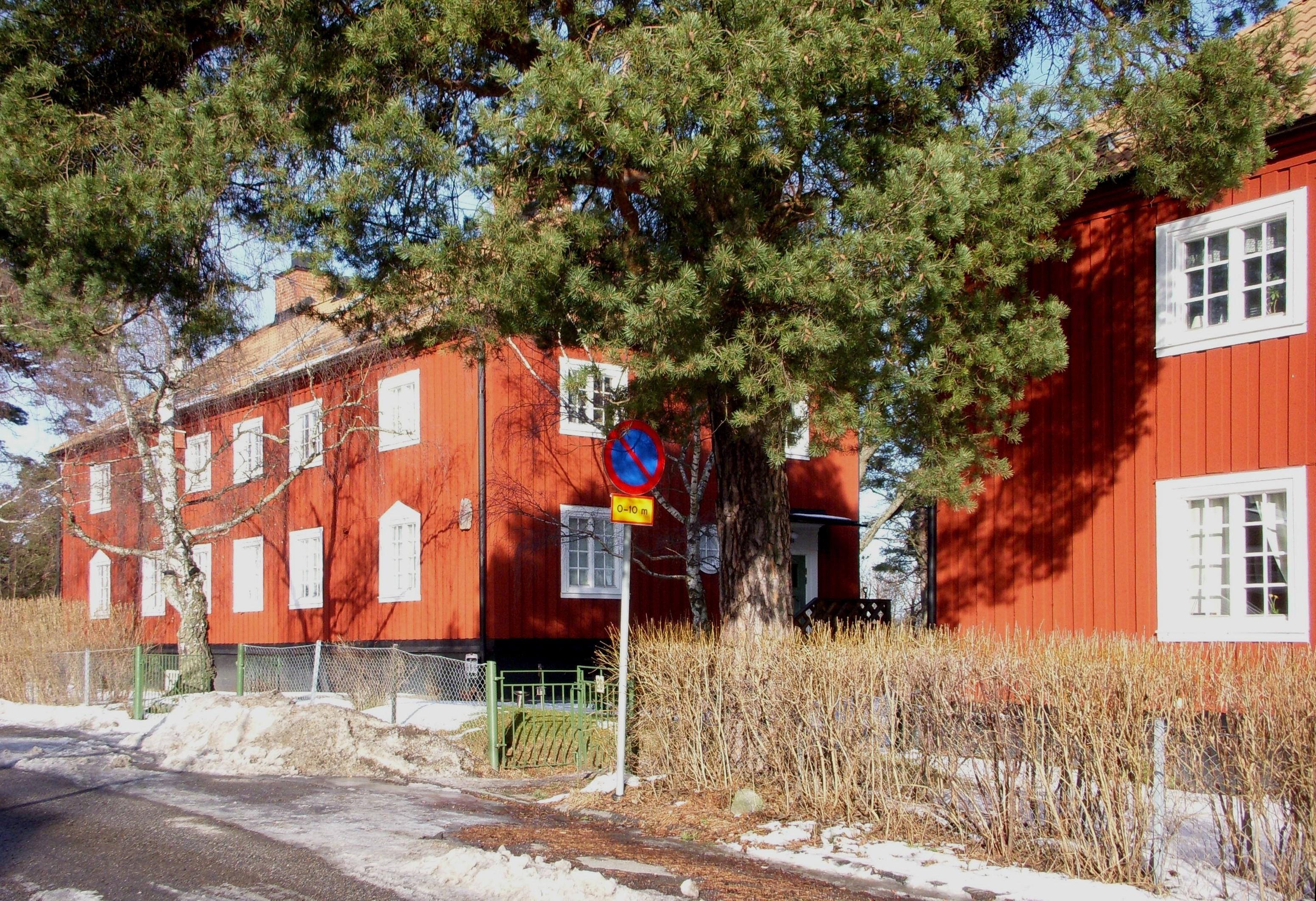
Tjänstebostäder för spårvägsarbetare.

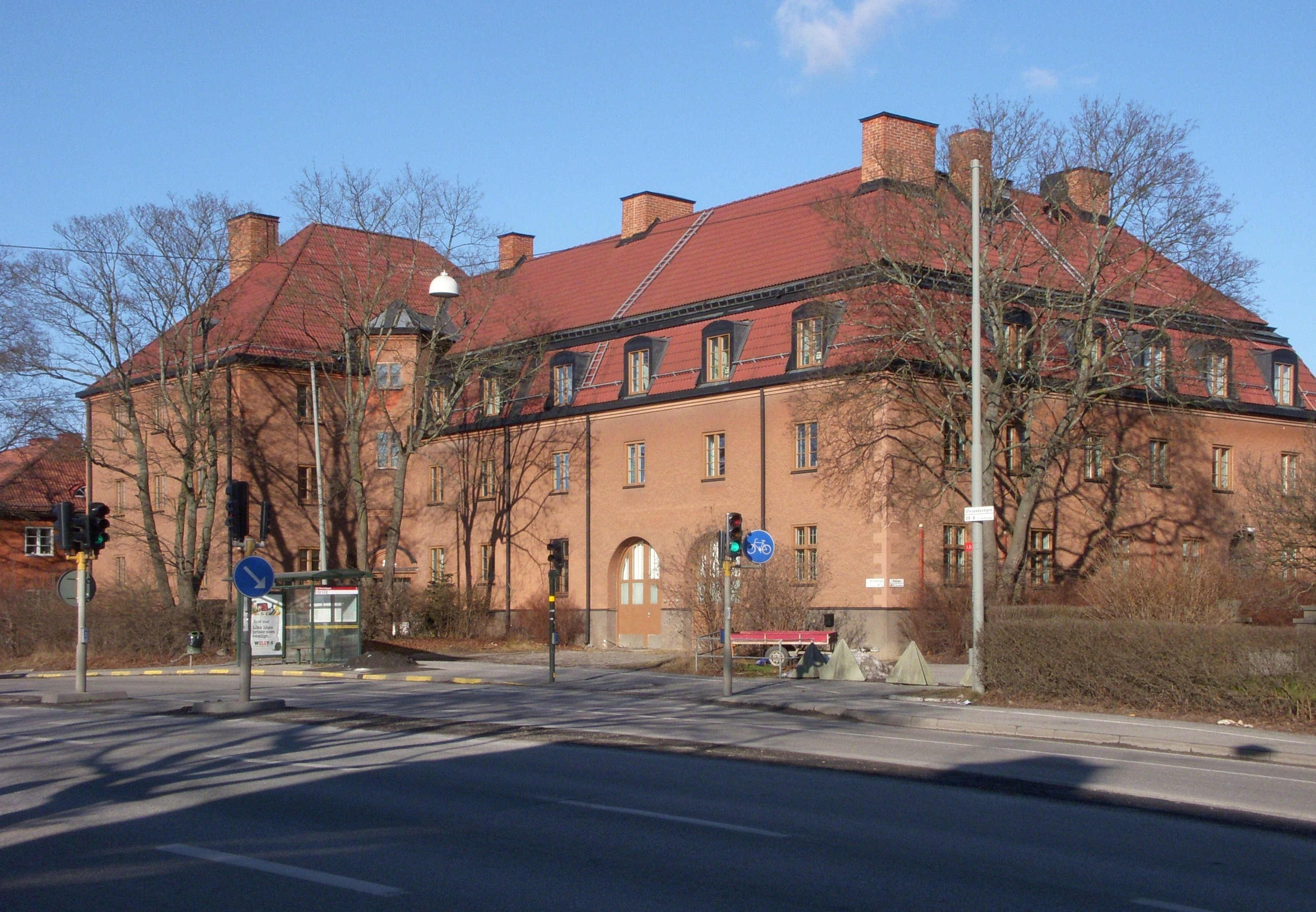
F.d. Ulvsunda brand- och polisstation.

På platsen för "Kungsholms villastad" mellan Lillsjönäsvägen och Ulvsundavägen planerades 1912 "Ulvsunda trädgårdsstad", ansvarig för planen var stadsingenjören August Emanuel Påhlman. Stadsplanen fastställdes 1914 och staden började avstycka småhustomter med tomträtt. Åren 1916-1917 lät Stockholms stad uppföra nödbostäder i tre våningar på klippan i kvarteret Bergsryggen med adress Ulvsundavägen 37-49. Som arkitekt anlitades Gustaf Larson och byggherre var Stockholms Kooperativa Bostadsförening SKB. 
Den idag (2012) gällande stadsplanen upprättades av Per Olof Hallman och fastställdes i december 1922. Enligt planbestämmelserna fick öppen eller kopplad bebyggelse (till exempel parhus) i högst två våningar utföras och utseendet samt avstånden till grannen och till gatan var reglerat. Bland annat hette det att ”…kopplade byggnader skola givas enhetligt utseende”.
För att göra den nya trädgårdsstaden mera attraktiv påbörjade staden redan 1912 en del byggnadsprojekt av offentlig karaktär i egen regi. Så tillkom 1919 bland annat Ulvsunda brand- och polisstation vid Ulvsundavägen samt en prästgård och några tjänstebostäder för spårvägsarbetare. De senare ritades av arkitekterna Gustaf Pettersson och Gustaf Larson i nationalromantisk inspirerad stil.
År 1914 drogs spårvagnslinje nummer 13 (en gren av den så kallade Brommabanan) ut till Ulvsunda via pontonbron över Tranebergssund (senare Tranebergsbron). Hållplatserna var "Ulvsundavägen", "Prästgården" och "Ulvsunda" med slutstation vid Lillsjöplan, där en spårvagnshall anlades. Samtidigt drogs elektricitet ut till området och en understation (Lillsjöstationen) byggdes vid Lövåsvägen efter ritningar av arkitekt Gustaf de Frumerie. Upplåtelsen av tomträtterna gick dock trögt i början, men takten ökade efter första världskriget.
I mitten på 1920-talet uppfördes de flesta egna hemmen, oftast genom entreprenad av den blivande ägaren. Men det förekom även spekulativt byggande, där privata entreprenörer byggde hus för vidare försäljning. Bland arkitekterna kan nämnas Gustaf Pettersson, Gustaf Larson och Edvin Engström som samtliga var knutna till stadens egnahemsbyrå.

## Bilder
Bilder från Ulvsunda trädgårdsstad i februari 2012.

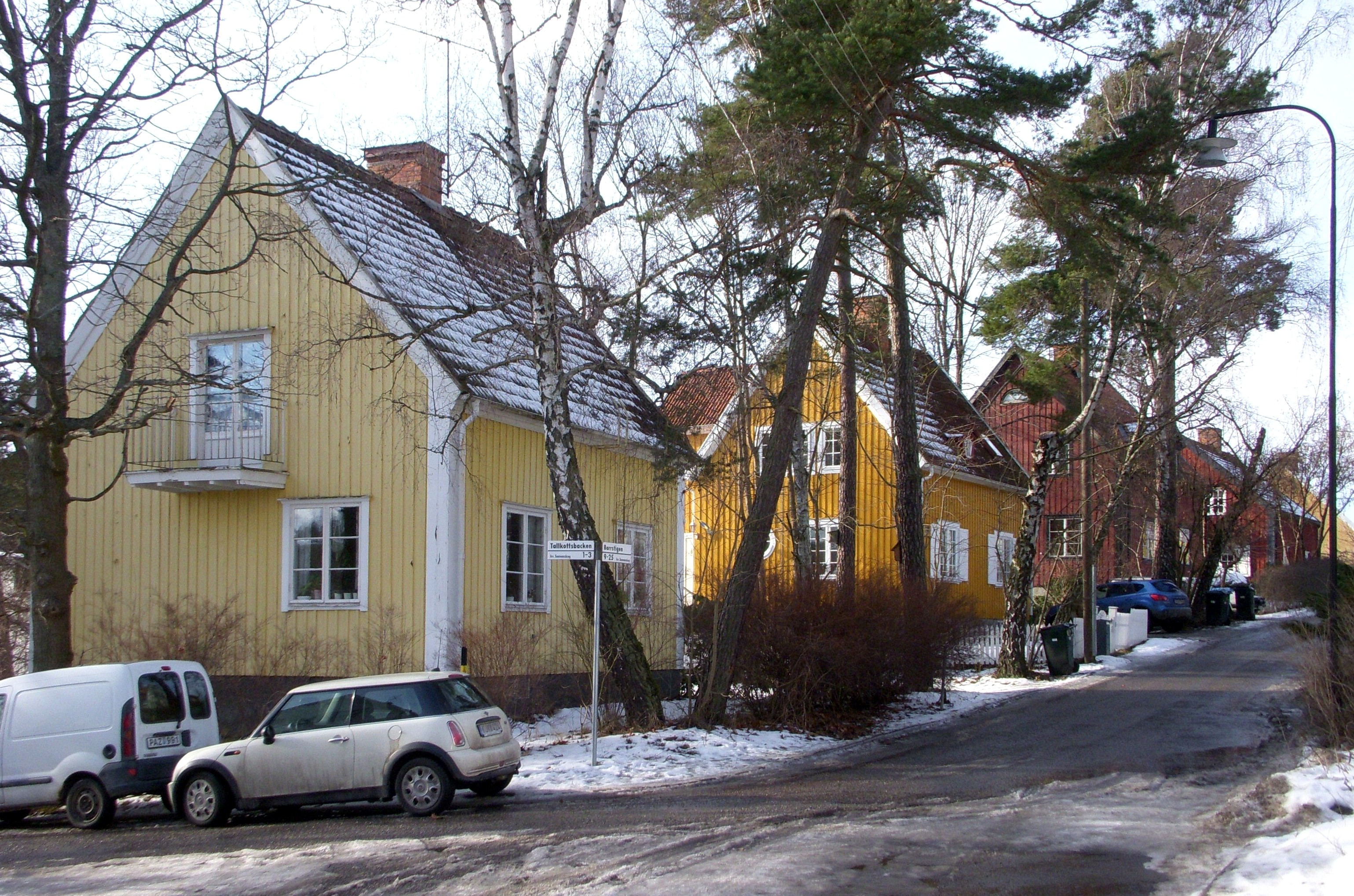
Barrstigen
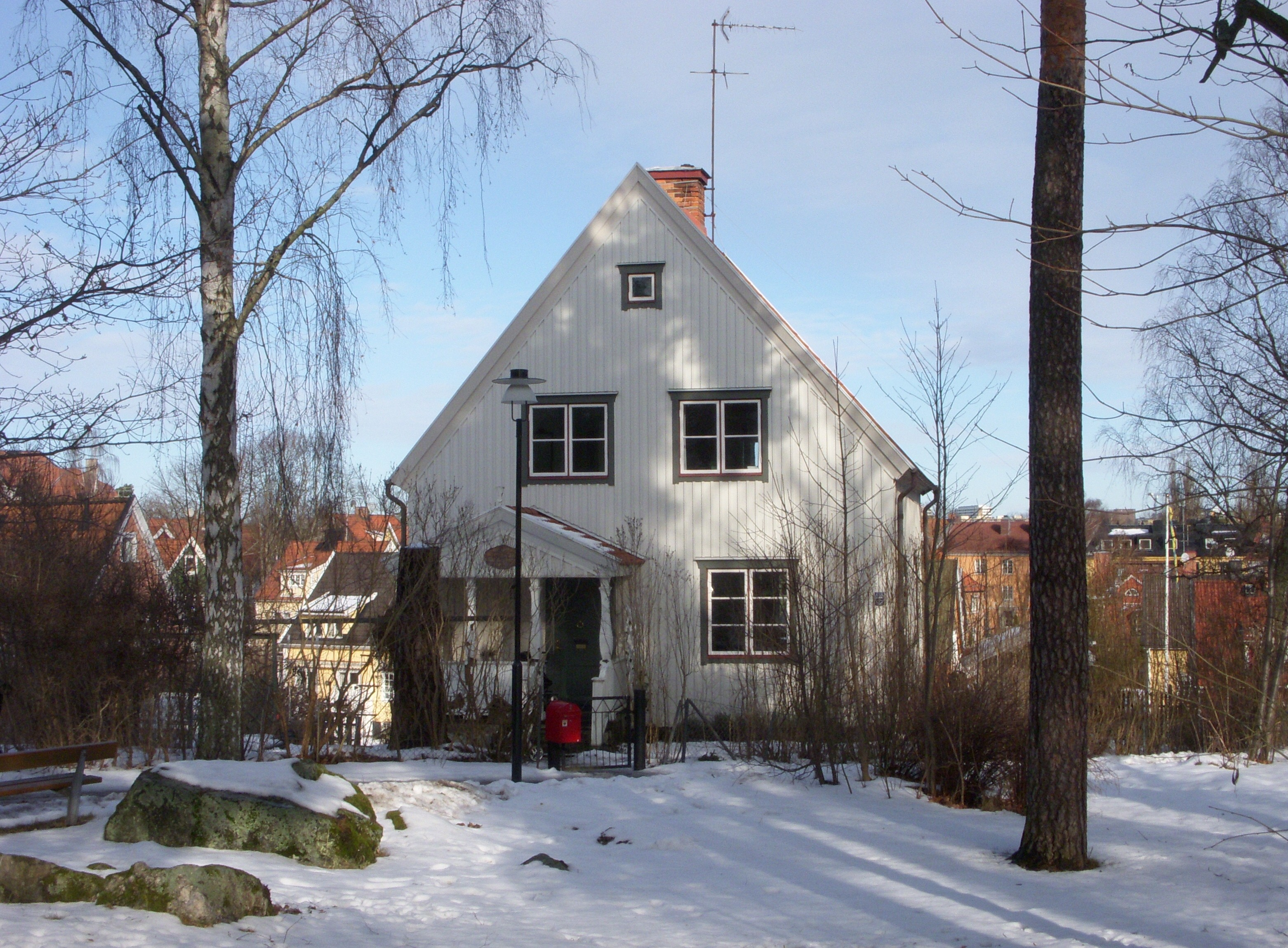
Barrstigen
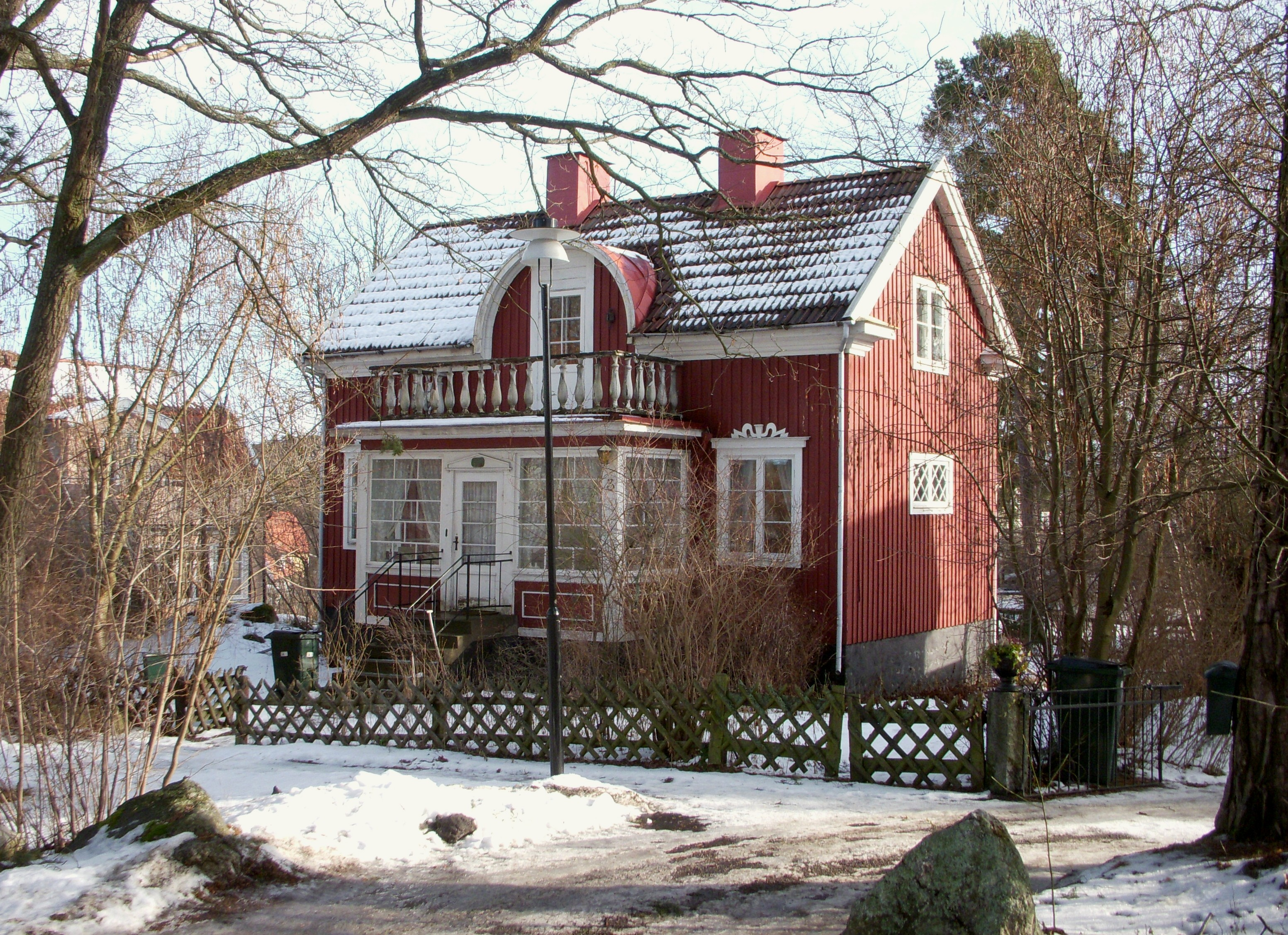
Barrstigen
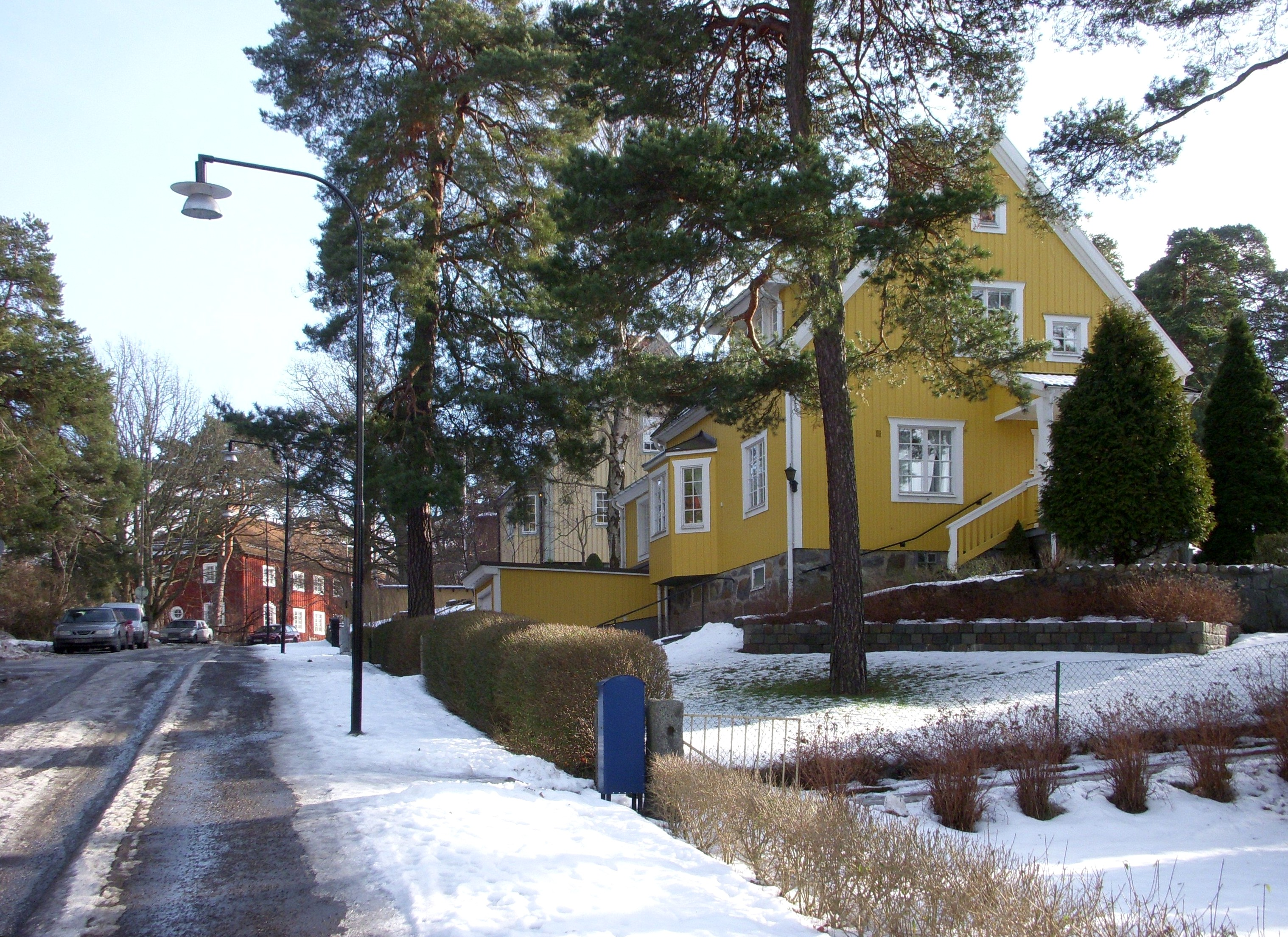
Fältmarskalksvägen
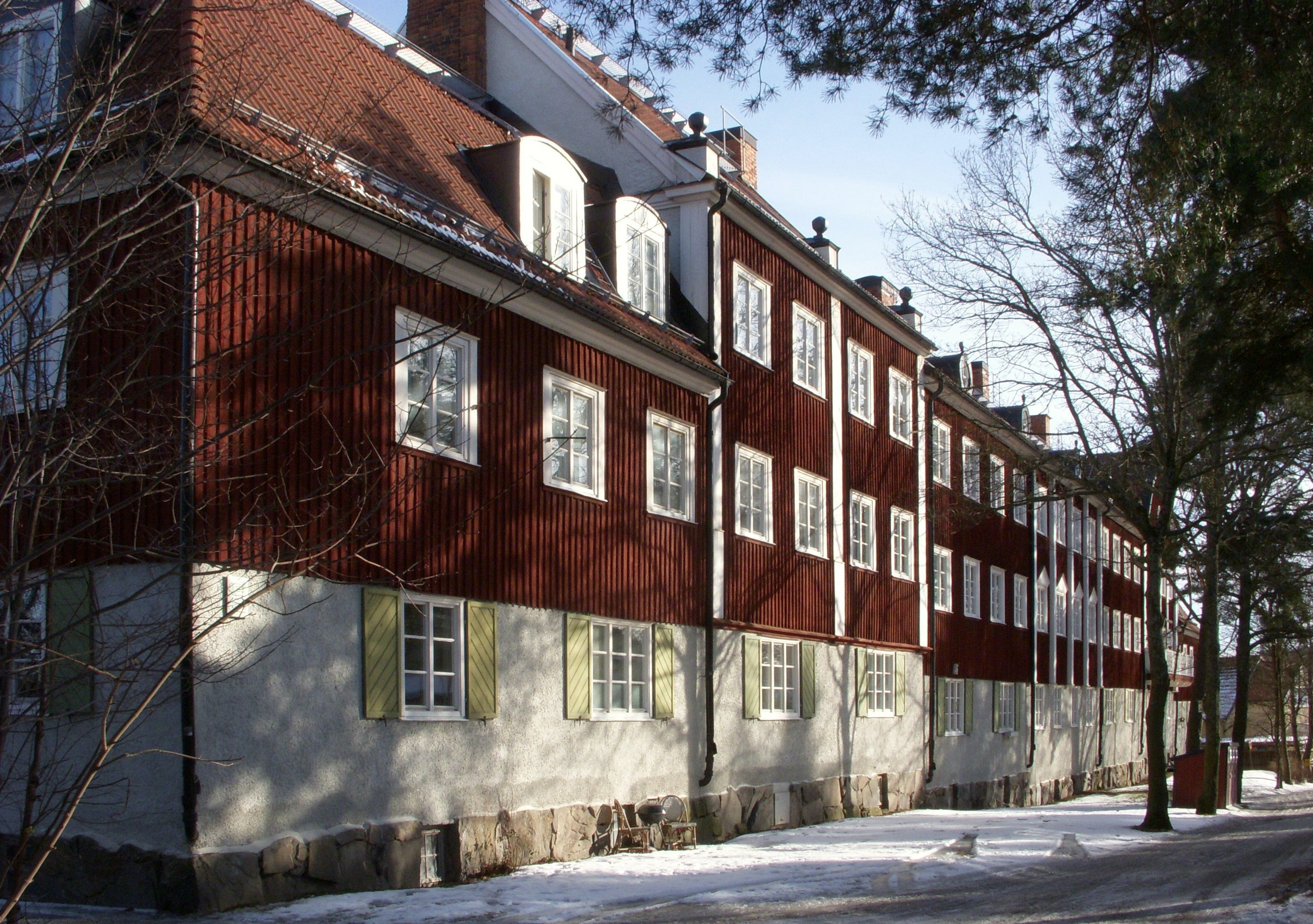
Ulvsundavägen 37-49
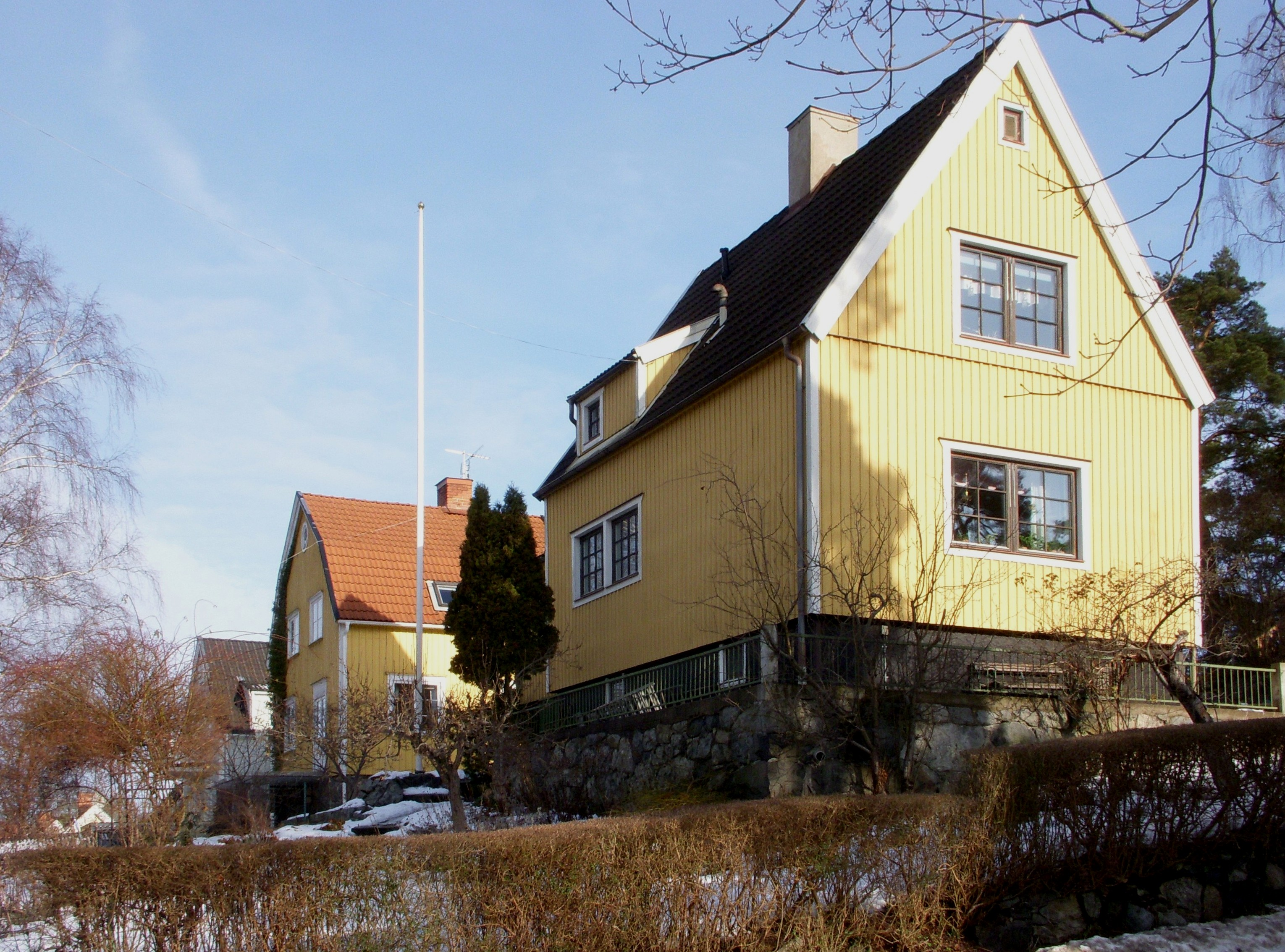
Lillsjönäsvägen
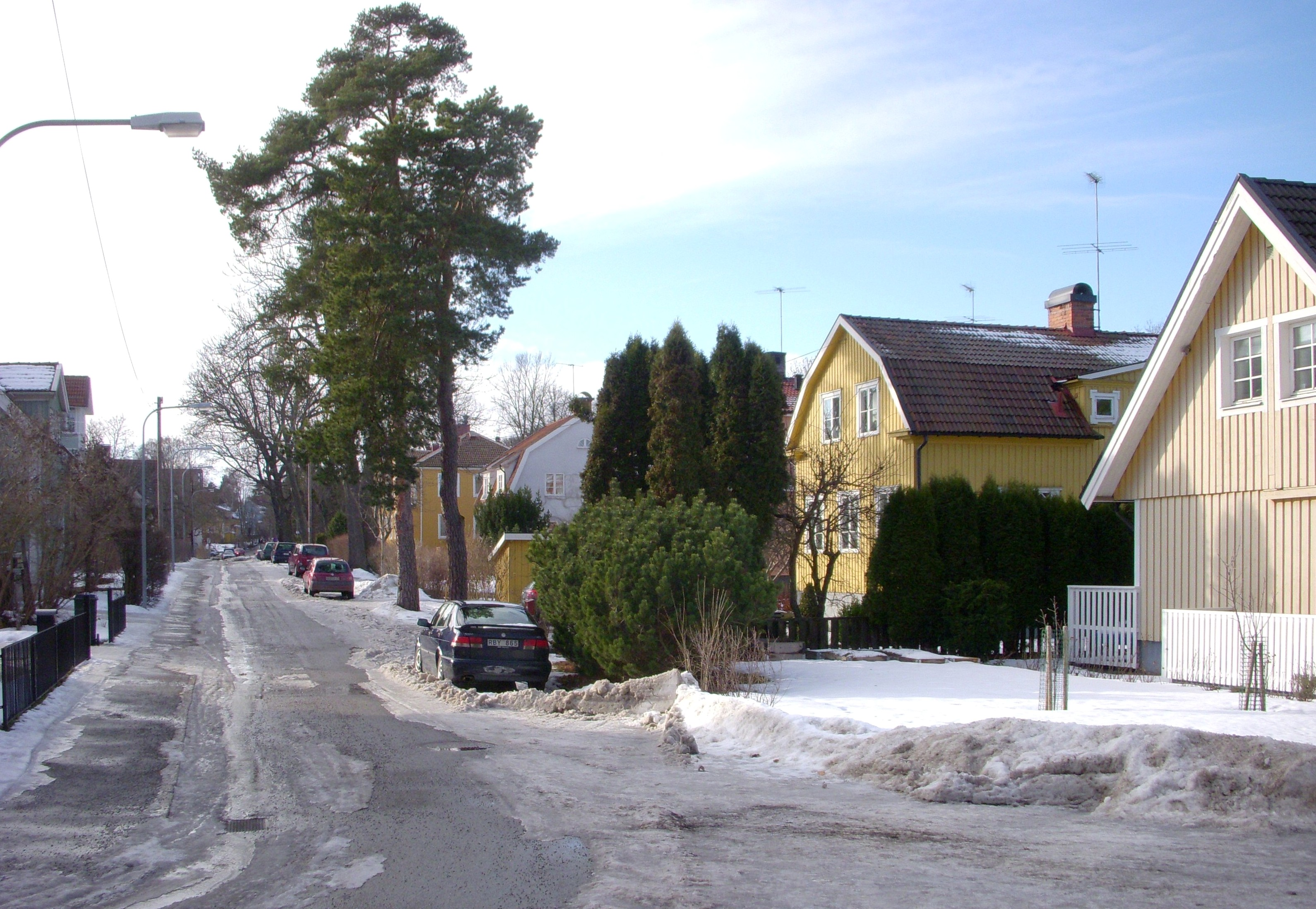
Lövåsvägen / Åkerhielmsgatan
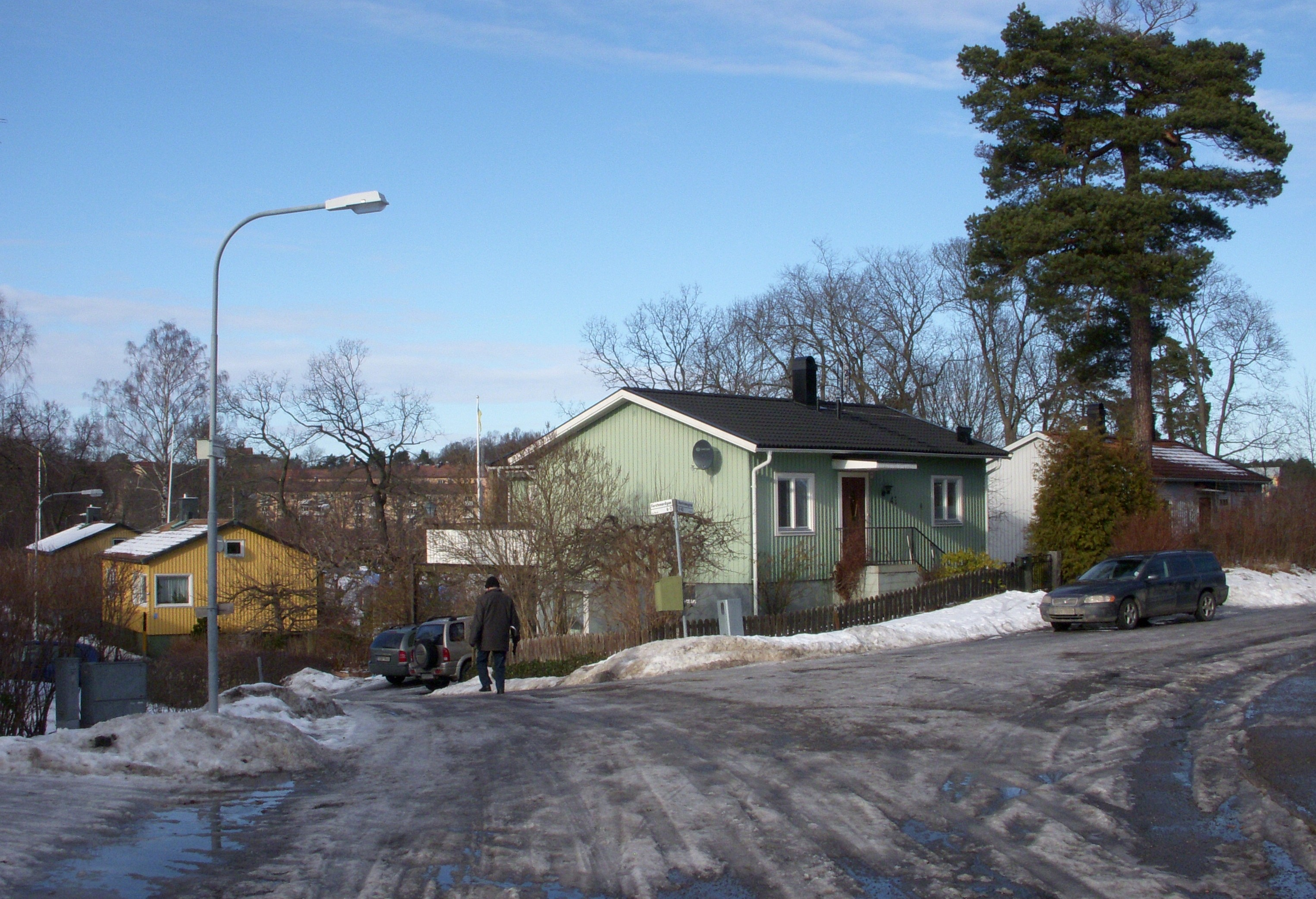
Åkerhielmsgatan / Forstenavägen